# Polimorfi
Changelings și Fondatori redirecționează aici.

Odo, un reprezentant al acestei rase

Polimorfii (în engleză Changelings) reprezintă o rasă extraterestră din universul fictiv Star Trek care are capacitatea de a-și schimba forma.

## Changelings
Au apărut prima oară în al treilea sezon al serialului Star Trek: Deep Space Nine, episodul The Search. Înainte de acest episod, Conetabilul Odo, unul dintre personajele principale ale DS9, a fost singurul membru Changeling, care nu-și cunoștea semenii.
Starea lor naturală este de protoplasmă lichidă. O femeie Changeling i-a spus lui Odo că rasa lor a avut odată corpuri similare cu cele ale altor specii, dar au evoluat dincolo de aceste corpuri fizice. Changelings au capacitatea de a se uni împreună (într-un proces cunoscut sub numele de "linking (legarea)") pentru a partaja informații și emoții într-un mod foarte intim. 
Fondatorii (The Founders) sunt conducătorii Dominionului, considerați zei de către celelalte rase din imperiu, uneori acestea punând la îndoială existența lor.

## Fondatorii
Aproape o sută dintre Changelings sunt Fondatorii, conducătorii Dominionului (Odo este unul din cei o sută, care au fost trimiși pentru a explora galaxia). Timp de mulți ani, fondatorii au fost considerați ca fiind ființe mitologice de către multe rase din Dominion, deși politica lor a fost pusă în aplicare de către Vorta și Jem'Hadar. Nu se știa mai nimic despre ei până în 2371, atunci când Odo a descoperit Changelings pe o planetă din nebuloasa Omarion, iar adevăratul statut al Fondatorilor a fost dezvăluit. Ei caută puterea, deoarece au fost persecutați o dată de către o formă de viață non-transformatoare, pe care o numesc 'Solids' ("solizii") sau 'Mono-forms' ("Mono-forme"). După descoperirea găurii de vierme bajorane și creșterea puterii Dominionului, forțe de securitate sub acoperire ale Federației din organizația Section 31 au creat o boală virală care au oprit capacitatea Changelings de a-și schimba forma și a deteriorat corpurile lor înainte de uciderea lor. Aceasă boală au realizat-o infectându-l în secret pe Odo în timpul sezonului al patrulea. Acest lucru a fost mai târziu dezvăluit în timpul ultimului sezonul când Federația și Dominionul au fost în stare de război. Deoarece Odo s-a legat cu un Fondator Femeie cu care el a fost de mai multe ori familiar, acest lucru a însemnat că întreaga Mare Legătură a fost infectată. Ofițerul medical DS9 Julian Bashir a reușit să găsească un leac pentru această boală, vindecându-l pe Odo. Odo însuși a fost de acord să fie vindecat Fondator Femeie și apoi Mare Legătură, în schimbul capitulării Dominionului și a Fondatorului Femeie însuși către Federației. După ce Fondatorul Femeie a acceptat acest lucru, războiul s-a terminat,  Odo a revenit pe planeta mamă a Fondatorilor pentru a-și învăța poporul despre ființele solide din perspectiva sa unică.